# Katsushi Kajii
Katsushi Kajii (jap. 梶居 勝志, Kajii Katsushi; * 11. Juli 1963 in der Präfektur Kagoshima) ist ein ehemaliger japanischer Fußballspieler.

## Karriere
Kajii erlernte das Fußballspielen in der Schulmannschaft der Kagoshima Jitsugyo High School und der Universitätsmannschaft der Osaka University of Commerce. Seinen ersten Vertrag unterschrieb er 1986 bei Matsushita Electric. Der Verein spielte in der höchsten Liga des Landes, der Japan Soccer League. Am Ende der Saison 1986/87 stieg der Verein in die Division 2 ab. 1987/88 wurde er mit dem Verein Vizemeister der Division 2 und stieg in die Division 1 auf. 1990 gewann er mit dem Verein den Kaiserpokal. Mit Gründung der Profiliga J.League 1992 und der damit verbundenen Neuorganisation des japanischen Fußballs wurde Matsushita Electric zu Gamba Osaka. Für den Verein absolvierte er 102 Erstligaspiele. Ende 1992 beendete er seine Karriere als Fußballspieler.

## Erfolge
Matsushita Electric
- Kaiserpokal

Sieger: 1990